# 宮野成夫
宮野 成夫（みやの なりお、1965年8月5日 - ）は日本のボディビルダー。兵庫県生まれ（生後すぐ東京に移り住む）。
身長170cm
体重85Kg(オフ）78Kg（オン）
体脂肪 8%（オフ）4%（オン）
スポーツ歴 高校時代はラグビー部に所属
趣味 競馬
健康体力研究所勤務を経て現在はフリーのトレーナーとして主に
ゴールドジム各店舗で活動中。クライアントはアイドルからコンテストビルダー
プロ格闘家と幅広く指導。ボディビルダーとしても
2000年マッスルマニア・ジャパン大会優勝を機にプロに転向。
アメリカを主戦場に活躍。
2003年カリフォルニアで開催された世界大会では3位に輝いた。